# Clube do Basquete de Xaxim
O Clube de Basquete de Xaxim é uma equipe de basquetebol da cidade de Xaxim, Santa Catarina que disputa o Campeonato Catarinense de Basquete, competição organizada pela FCB.

## Arena
A equipe manda seus jogos no Ginásio Municipal Pedro Ivo Campos.

## Desempenho por temporadas
| Temporada | Nível | Estadual    | Pos. | Pós Temporada | TR  | PL | Nacional | Nacional |
| --------- | ----- | ----------- | ---- | ------------- | --- | -- | -------- | -------- |
| 2015      | 1     | Catarinense | 6º   | Primeira Fase | 6-4 | -  | –        | –        |
| 2016      | 1     | Catarinense | 6º   | Primeira Fase | 8-4 | -  | –        | –        |
| 2017      | 1     | Catarinense |      |               |     |    |          |          |